# Archidameia
Archidameia (altgriechisch Ἀρχιδάμεια; † 241 v. Chr.) war eine Angehörige des spartanischen Herrschergeschlechts der Eurypontiden und Großmutter des Königs Agis IV.

## Leben
Laut Polyainos sei Archidameia die Tochter des Königs Kleadas gewesen. Da ein König dieses Namens aber nicht bekannt ist, wurde Kleomenes als Name ihres Vaters vermutet.
Als der König der Molosser, Pyrrhos, 273/272 v. Chr. Sparta belagerte, entschieden die eingeschlossenen Einwohner zunächst, ihre Frauen nach Kreta in Sicherheit zu bringen. Archidameia kam aber mit dem Schwert in der Hand in die Gerusia und sprach sich im Namen der Spartanerinnen energisch gegen den Plan ihrer Evakuierung aus. In der Folge beteiligten sich die Frauen an der Aushebung eines Grabens, um die Stadt vor dem feindlichen Angriff zu schützen. Pyrrhos konnte Sparta nicht erobern. Der antike Biograph Plutarch, der diese Episode überliefert, stützte sich wohl auf das nur sehr fragmentarisch erhaltene Werk des hellenistischen Geschichtsschreibers Phylarchos, der die Taten spartanischer Frauen besonders hervorhob.
Archidameias Tochter Agesistrata war die Mutter des spartanischen Königs Agis IV., der 244 v. Chr. an die Macht kam. In der damaligen Zeit gehörten Archidameia und ihre Tochter zu den reichsten Frauen Spartas. Sie unterstützten das Reformprogramm Agis’ IV., der die sozialen Zustände in Sparta verbessern wollte. So befand sich ein Großteil des Landes im Besitz weniger Großgrundbesitzer. Der König bemühte sich um die Durchführung einer Landumverteilung und eines Schuldenerlasses, womit er auf erbitterten Widerstand der Vermögenden stieß. Im Herbst 241 v. Chr. wurde Agis IV. gestürzt und hingerichtet. Auch seine hochbetagte Großmutter Archidameia und seine Mutter Agesistrata wurden kurz darauf, als sie ihn im Gefängnis besuchen wollten, gehängt.